# Тернове (Полтавська область)
Тернове — село, Бодаквянська сільська рада, Лохвицький район, Полтавська область, Україна.
Село ліквідоване ? року.

## Географія
Село Тернове розташоване на лівому березі річки Бодаква біля впадання її притоки Буйлів Яр, вище за течією за 0,5 км і на протилежному березі розташоване село Нижня Будаківка.

## Історія
- ? — село ліквідоване[1].